# Sentenced

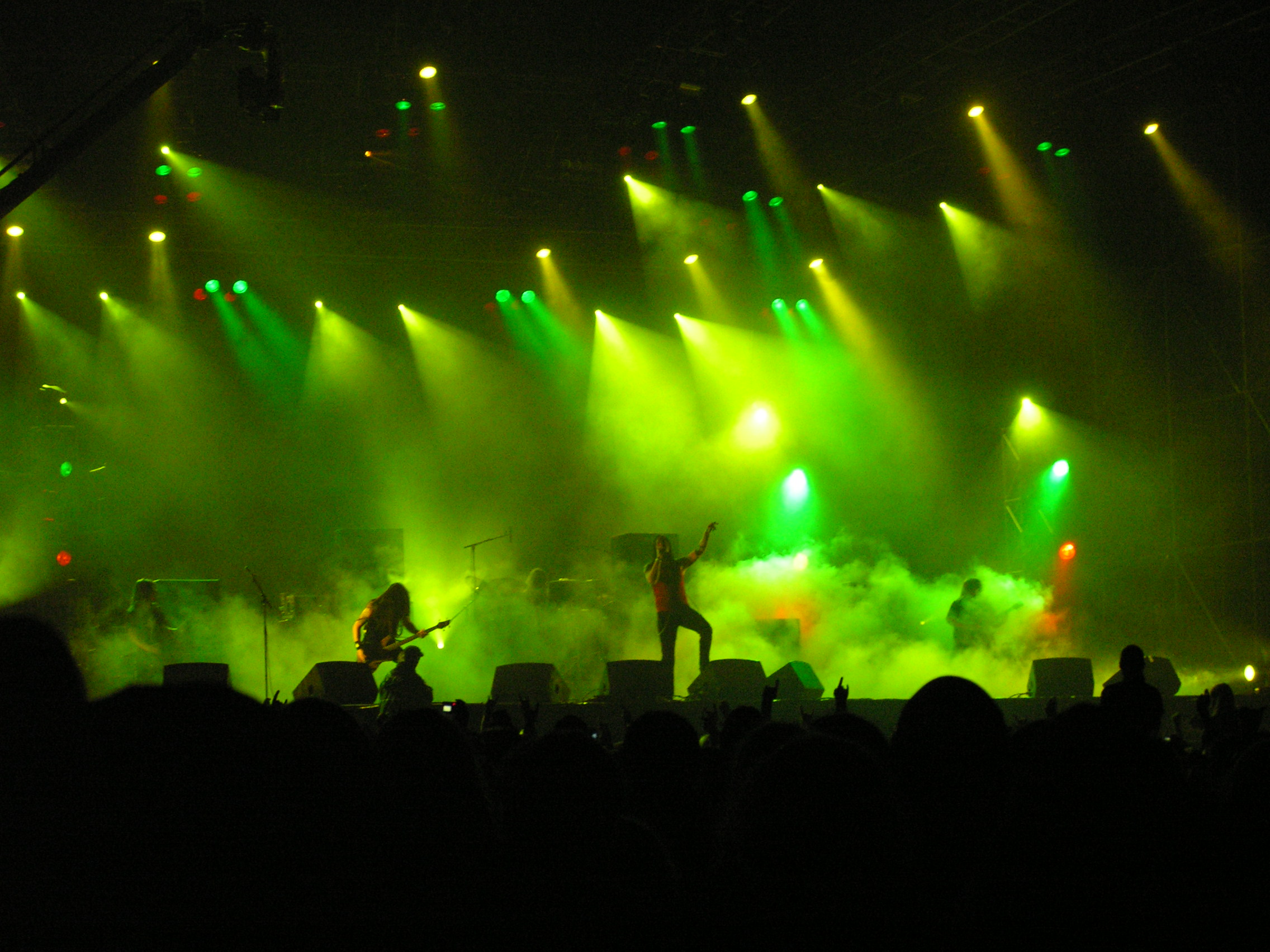
Sentenced live in 2005

Sentenced was een Finse gothic/melodieuze deathmetal-band, geformeerd in 1989 te Muhos. Ze zijn in 2005 uit elkaar gegaan.

## Biografie
Sentenced begon in 1989 als death metal, met dit genre hebben ze drie albums uitgebracht: Shadows Of The Past (1991), North From Here (1993) en Amok (1995). Toen in Ville Laihiala in 1995 bij de band kwam als zanger veranderde het genre van death metal naar gothic metal. De grunts van Taneli werden vervangen door de heldere stem van Laihiala. Nadat Down in 1996 werd uitgeven, kwamen Frozen, Crimson en The Cold White Light. Het laatste album heet The Funeral Album.

## Groepsleden
- Stichters
  - Sami Lopakka (gitaar)
  - Miika Tenkula (gitaar)
  - Vesa Ranta (drums)
- Laatste bezetting
  - Ville Laihiala (zang) (vanaf 1995)
  - Sami Lopakka (gitaar)
  - Miika Tenkula (gitaar)
  - Sami Kukkohovi (bass) (vanaf 1995)
  - Vesa Ranta (drums)
- Vroegere leden
  - Taneli Jarva  (zang en bas) (1990–1995)

## Discografie

### Albums
- 1991 - Shadows Of The Past
- 1993 - North From Here
- 1995 - Amok
- 1996 - Down
- 1998 - Frozen
- 2000 - Crimson
- 2002 - The Cold White Light
- 2005 - The Funeral Album

### Live
- 2006 - Buried Alive (Live 2xCD)

### Singles/ep's
- 1993 - The Trooper (EP)
- 1995 - Love & Death (EP)
- 2008 - The Glow Of 1000 Suns / Amok Run (EP)

### Demo's
- 1990 - When Death Joins Us...
- 1991 - Rotting Ways To Misery
- 1992 - Journey to Pohjola
- 1994 - Demo 1994

### Compilaties
- 1997 - Story: A Recollection

### DVD
- 2006 - Buried Alive (2xDVD)

### Boxset
- 2006 - Buried Alive (Box)

## Videoclips
- Nepenthe (1994)
- Noose (1997), directed by Sökö Kaukoranta
- The Suicider (1998)
- Killing Me Killing You (1999), directed by Pasi Pauni
- No One There (2002), directed by Pete Veijalainen
- Ever-Frost (2005), directed by Mika Ronkainen
- Despair-Ridden Hearts (2006), directed by Mika Ronkainen

## Het einde
Hun laatste liveoptreden was op 1 oktober 2005.